# پرستوی ران‌سفید
پرستوی ران‌سفید (نام علمی: Neochelidon tibialis) نام یک گونه از تیره پرستو است.